# Кирман (сасанидска провинција)
Кирман (средњоперсијски: Кирман) је била сасанидска провинција у касној антици, која је скоро у потпуности одговарало данашњој провинцији Керман. Покрајина се граничила са Парсом на западу, Абаршахром и Сакастаном на североистоку, Параданом на истоку, Спаханом на северу и Мазуном на југу. Главни град провинције био је Шираган.
Покрајина је наводно функционисала као нека врста вазалног краљевства, а њиме су углавном владали принчеви из краљевске породице, који су носили титулу Кирманшах ("краљ Кирман"). Не-краљевски гувернери провинције носили су титулу марзбана.

## Име
Назив провинције потиче од староперсијске Кармана;о етимологији имена је дискутовано, популарна теорија је да је она повезана са староиранским *крма- и средњоперсијским кермом („црв“).

## Историја
Покрајина је првобитно била део Партског царства, али ју је почетком 3. века освојио први сасанидски краљ Ардашир I (в. 224–242). Према средњовековном иранском историчару Ел Табарију, Ардашир I је свргнуо  локалног краља у Кирману по имену Балаш, који је био или члан краљевске породице Арсакида или седам партских кланова. Одмах након освајања покрајине, пронашао је град Вех Ардашир, близу места Даште Лут. Град је био мали, али веома добро заштићен, окружен баштама, а водом су га наводњавали многи канати, бунари и цистерне. Ардашир I основао је Нармашир, град каравана који је изграђен недалеко од мале реке у близини древног града Бама. Главни град покрајине у овом тренутку није познат - грчки писац Птоломеј, који је живео током касног партског доба, помиње Александрију и Карману метрополис као градове те провинције, док Амијан Маркелин помиње „мајку Кармане свих [провинције] градова] “, али не дају никакве додатне информације о покрајини. Један од синова Ардашира I, такође зван Ардашир, постављен је за гувернера Кирмана и добио је титулу Кирманшах, којим ће он и даље владати за време владавине Ардашировог наследника, Шапура I (в. 240–270).  Према легенди, град Махан је такође био сасанидска творевина, а основао га је још један сасанидски гувернер из Кирмана, Адар Махан.
Шапур II (в. 309–379), је након успешне кампање против неколико арапских племена у Арабији, преселио  неке од њих у различите делове свог царства, попут Кирмана, где је настанио неке Арапе у Абану. За време владавине Шапура III (в. 383–388.), његов син Бахрам IV управљао је Кирманом, где је саградио град Шираган, који ће служити као главни град покрајине до краја сасанидског периода. Град је играо важну економску улогу, јер је служио као ковница новца и имао је велики пољопривредни значај за покрајину. Хозроје I (в. 531–579) је имао  велики удео деловању против немирног  племена Париза чији су припадници масакрирани и депортовани. Даље, за време његове владавине, Кирман је доведен под огромну култивацију, где су саграђени многи велики канати. Према легенди, извршена је и екстензивна садња дрвећа. Своју империју поделио је и у четири војне области, познате као кусти - Кирман је постао део Немрозa (југоисточног) куста.
Током арапског освајања Ирана, последњи сасанидски краљ Јездигерд III (в. 632–651) побегао је у Кирман 649/50, али је убрзо напустио провинцију након завадe са марзбаном провинције. Арапи су убрзо ушли у Кирман, где су победили и убили марзбана и освојили цео Кирман. Арапски војсковођа Мујаши ибн Масуд ел Сулами је предводио освајање Кирмана, заузевши неке градове силом, док су се други предали без икаквог већег отпора. Арапи су такође трговали новопристиглим досељеницима из Балоха из источног каспијског подручја, који су наоколо запосели многе делове провинције непосредно пре доласка Арапа. Као резултат арапског освајања, многи становници те покрајине пребегли су у суседне покрајине Сакастан и Макран.

## Географија, трговина и управа
Што се тиче трговине, Кирман је био оријентисан према Парсу и Медији, било кроз Персијски залив, било његовим путевима до великих градова као што  су Истахр и Хамадан. Лука Хормазд успевала је да пошаље свој увоз преко Валашгирда у Џирофт и јужну руту провинције. Џирофт је такође био повезан са централном рутом Кирмана преко планина до Бахрамабада, затим југоисточном рутом од Кирманшаха и Јазда до добро утврђеног града Вех Ардашира, који је можда служио као град ковница новца.
Поједини амаргар (главни фискални службеник) додељен је целој провинцији Кирман, што је значило да је особа која је служила као амаргар у провинцији од великог значаја.

## Становништво
Кирман је био насељен углавном Иранцима и непрестано је примао иранске досељенике са запада, док су покрајине на даљем истоку полако постале индијанске у језику и култури. Језик и обичаји иранског становништва Кирмана били су врло блиски Персијанцима и Међанима.
Један део иранског становништва Кирмана био је номадски, попут Балоха који је живео у западним планинама. У провинцији је било и староседилачких, неиранских номада, попут Јута, који су потомци Јутија (Оути), који су живели у Ахеменидском царству. Племе Париз живело је у планинама северно до Рудбара, док су Арапи живели у неким деловима Кирманове обале. Кофчи, номадски народ нејасног порекла који је говорио ирански језик, настањивао је подручје Башагирд и његово западно окружење.

## Листа познатих гувернера
- Ардашир Кирманшах (око 224. - средина 3. века)
- Адар Махан (??? - ???)
- Бахрам Кирманшах (???-388)
- Неименовани марзбан (??? - 650)